# Autobusna linija br. 204 u Zagrebu
Linija 204 (Kvaternikov trg – Horvatovac – Voćarska – Kvaternikov trg) dnevna je autobusna linija u Zagrebu. Povezuje Horvatovac i Voćarsku cestu s Kvaternikovim trgom gdje se ostvaruje presjedanje na tramvaj.
Prometuje kao kružna linija svaki dan na trasi: Kvaternikov trg → Domjanićeva ulica → Petrova ulica → Babonićeva ulica → Voćarska cesta → Horvatovac → Bijenička cesta → Voćarska cesta → Petrova ulica → Kaufmanova ulica → Derenčinova ulica → Martićeva ulica → Kvaternikov trg

## Povijest
Linija 204 uvedena je 31. siječnja 2009. godine.

## Vanjske poveznice
- Vozni red linije 204